# Central Hockey League 1997/98
Die Saison 1997/98 war die sechste reguläre Saison der Central Hockey League. Die zehn Teams absolvierten in der regulären Saison je 70 Begegnungen. Die Central Hockey League wurde in zwei Divisions ausgespielt. Das punktbeste Team der regulären Saison waren die Columbus Cottonmouths, die anschließend auch in den Play-offs zum ersten Mal den Ray Miron Cup gewannen.

## Teamänderungen
Folgende Änderungen wurden vor Beginn der Saison vorgenommen:
- Die San Antonio Iguanas setzten den Spielbetrieb aus.
- Die Fayetteville Force wurden als Expansionsteam in die Liga aufgenommen.
- Die Nashville Nighthawks änderten ihren Namen in Nashville Ice Flyers.

## Reguläre Saison

### Abschlusstabellen
Abkürzungen: GP = Spiele, W = Siege, L = Niederlagen, T = Unentschieden, OTL = Niederlage nach Overtime, GF = Erzielte Tore, GA = Gegentore, Pts = Punkte
| Eastern Division        | GP | W  | L  | SOL | GF  | GA  | Pts |
| ----------------------- | -- | -- | -- | --- | --- | --- | --- |
| Columbus Cottonmouths   | 70 | 51 | 13 | 6   | 341 | 219 | 108 |
| Nashville Ice Flyers    | 70 | 41 | 19 | 10  | 274 | 246 | 92  |
| Huntsville Channel Cats | 70 | 40 | 22 | 8   | 333 | 281 | 88  |
| Macon Whoopee           | 70 | 38 | 25 | 7   | 249 | 234 | 83  |
| Fayetteville Force      | 70 | 25 | 42 | 3   | 247 | 348 | 53  |

| Western Division      | GP | W  | L  | SOL | GF  | GA  | Pts |
| --------------------- | -- | -- | -- | --- | --- | --- | --- |
| Oklahoma City Blazers | 70 | 48 | 19 | 3   | 319 | 237 | 99  |
| Wichita Thunder       | 70 | 35 | 31 | 4   | 302 | 303 | 74  |
| Tulsa Oilers          | 70 | 34 | 31 | 5   | 308 | 274 | 73  |
| Memphis RiverKings    | 70 | 25 | 40 | 5   | 239 | 287 | 55  |
| Fort Worth Fire       | 70 | 13 | 53 | 4   | 214 | 397 | 30  |

## Ray-Miron-Cup-Playoffs
| Ray-Miron-Cup-Viertelfinale | Ray-Miron-Cup-Viertelfinale | Ray-Miron-Cup-Viertelfinale |    |                       | Ray-Miron-Cup-Halbfinale | Ray-Miron-Cup-Halbfinale | Ray-Miron-Cup-Halbfinale |  |  | Ray-Miron-Cup-Finale | Ray-Miron-Cup-Finale | Ray-Miron-Cup-Finale |
|                             |                             |                             |    |                       |                          |                          |                          |  |  |                      |                      |                      |
| E1                          | Columbus Cottonmouths       | 3                           |    |                       |                          |                          |                          |  |  |                      |                      |                      |
| E4                          | Macon Whoopee               | 0                           |    |                       |                          |                          |                          |  |  |                      |                      |                      |
| E4                          | Macon Whoopee               | 0                           | E1 | Columbus Cottonmouths | 4                        |                          |                          |  |  |                      |                      |                      |
|                             |                             |                             | E1 | Columbus Cottonmouths | 4                        |                          |                          |  |  |                      |                      |                      |
|                             | E2                          | Nashville Ice Flyers        | 2  |                       |                          |                          |                          |  |  |                      |                      |                      |
| E2                          | E2                          | Nashville Ice Flyers        | 2  | Nashville Ice Flyers  | 3                        |                          |                          |  |  |                      |                      |                      |
| E2                          |                             |                             |    | Nashville Ice Flyers  | 3                        |                          |                          |  |  |                      |                      |                      |
| E3                          | Huntsville Channel Cats     | 0                           |    |                       |                          |                          |                          |  |  |                      |                      |                      |
| E3                          | Huntsville Channel Cats     | 0                           | E1 | Columbus Cottonmouths | 4                        |                          |                          |  |  |                      |                      |                      |
|                             |                             |                             |    | Columbus Cottonmouths | 4                        |                          |                          |  |  |                      |                      |                      |
|                             | W2                          | Wichita Thunder             | 0  |                       |                          |                          |                          |  |  |                      |                      |                      |
| W1                          | W2                          | Wichita Thunder             | 0  | Oklahoma City Blazers | 3                        |                          |                          |  |  |                      |                      |                      |
| W1                          |                             |                             |    | Oklahoma City Blazers | 3                        |                          |                          |  |  |                      |                      |                      |
| W4                          | Memphis RiverKings          | 1                           |    |                       |                          |                          |                          |  |  |                      |                      |                      |
| W4                          | Memphis RiverKings          | 1                           | W1 | Oklahoma City Blazers | 3                        |                          |                          |  |  |                      |                      |                      |
|                             |                             |                             | W1 | Oklahoma City Blazers | 3                        |                          |                          |  |  |                      |                      |                      |
|                             | W2                          | Wichita Thunder             | 4  |                       |                          |                          |                          |  |  |                      |                      |                      |
| W2                          | W2                          | Wichita Thunder             | 4  | Wichita Thunder       | 3                        |                          |                          |  |  |                      |                      |                      |
| W2                          |                             |                             |    | Wichita Thunder       | 3                        |                          |                          |  |  |                      |                      |                      |
| W3                          | Tulsa Oilers                | 1                           |    |                       |                          |                          |                          |  |  |                      |                      |                      |

## Vergebene Trophäen
| Auszeichnung                                                        | Spieler               | Team                  |
| ------------------------------------------------------------------- | --------------------- | --------------------- |
| Commissioner’s Trophy Bester Trainer                                | David Lohrei          | Nashville Ice Flyers  |
| Most Valuable Player Bester Spieler der regulären Saison            | Joe Burton            | Oklahoma City Blazers |
| Playoff Most Valuable Player Bester Spieler der Playoffs            | Mike Martens          | Columbus Cottonmouths |
| Rookie of the Year Bester Rookie der regulären Saison               | David Beauregard      | Wichita Thunder       |
| Most Outstanding Defenseman Bester Verteidiger der regulären Saison | Hardy Sauter          | Oklahoma City Blazers |
| Most Outstanding Goaltender Bester Torhüter der regulären Saison    | Brian Elder           | Oklahoma City Blazers |
| Ken McKenzie Trophy Bester Scorer der regulären Saison              | Luc Beausoleil        | Tulsa Oilers          |
| Community Service Award Besonderes Engagement für die Gesellschaft  | Rod Branch            | Tulsa Oilers          |
| Ray Miron Cup Gewinner der Central-Hockey-League-Playoffs           | Columbus Cottonmouths | Columbus Cottonmouths |
| Adams Cup Bestes Team der regulären Saison                          | Columbus Cottonmouths | Columbus Cottonmouths |